# Kukavica (Czarnogóra)
Kukavica (cyr. Кукавица) – wieś w Czarnogórze, w gminie Pljevlja. W 2011 roku liczyła 10 mieszkańców.